# Toonstelsel
Onder toonstelsel of toonsysteem verstaat men in de muziek de systematiek van het gebruikte toonmateriaal. Omdat in bijna alle toonstelsels de systematiek zich in de verschillende octaven herhaalt, wordt een toonstelsel gekenmerkt door de tonen binnen een octaaf. Daarbij gaat het niet om de precieze toonhoogten, maar om de mogelijke afstanden tussen de tonen. Zo is er het diatonische toonstelsel, met 7 stamtonen, met tussen twee opeenvolgende stamtonen een halve of een hele toonafstand. Andere toonstelsels zijn het twaalftoonstelsel, het 31-toonstelsel, de pentatoniek en verder een veelheid aan microtonale toonsystemen veelal gebaseerd op feitelijke natuurkundige consonantie (objectief rein).

## Toonstelsel en toonladder
Een toonladder is een geordende selectie tonen uit een toonstelsel. De termen toonstelsel en toonladder zijn nauw verwant. Het toonstelsel bepaalt de specifieke opbouw van de toonladders in dat stelsel. De ordening van een toonladder bestaat doorgaans uit een vastliggend patroon van opeenvolgende intervallen. Toonladders met dezelfde bouw vormen een toongeslacht. 
Bij de constructie van muziekinstrumenten spreekt men van toonstelselverdelingen (op de hals van een gitaar bijvoorbeeld) en bij muziek eerder van een toonladder.

## Westers toonstelsel
In het Westen is in de huidige tijd het diatonische toonstelsel het meest gebruikt en daarbinnen voornamelijk de toongeslachten majeur en mineur. De gehanteerde stemming is bij instrumenten met vaste stemming voornamelijk de gelijkzwevende stemming, met 12 tonen per octaaf. Het octaaf wordt in 12 "even grote" afstanden verdeeld, dat wil zeggen de verhouding van de frequenties van twee opeenvolgende halve tonen is steeds dezelfde. Bijgevolg wijken alle intervallen, behalve het octaaf, af van de reine stemming. Alle gelijknamige intervallen klinken even vals, althans evenredig vals, vandaar de naam evenredig zwevende stemming. Voordeel van deze stemming is, dat ze gelijk blijft als op een andere toonsoort wordt overgegaan, en er dus niet opnieuw gestemd hoeft te worden.

## Alternatieve toonstelsels
Er zijn muziektheoretici zoals Harry Partch die toonstelsels ontwikkelden met meer dan 12 tonen.
21-schalig, 19-schalig, 31-schalig, 43-schalig zijn gebruikelijke alternatieve gelijkzwevende toonsystemen. Ook zijn er veel alternatieve toonladders, met name in de wereldmuziek, die in de meeste gevallen gebaseerd zijn op aliquote series van reine harmonischen. In de muziekwetenschap vallen andersoortige toonstelsels onder de noemer microtonaliteit.
In veel niet-westerse muziek, bijvoorbeeld in de Arabische muziek bestaat een groot aantal maqam toonreeksen waarin ook kleinere afstanden dan de gebruikelijke hele en halve toonafstand een rol spelen (bijvoorbeeld kwarttoonafstanden).
De Bohlen-Pierce-schaal is een toonstelsel waarbij na de grondtoon niet het octaaf de belangrijkste toon is, maar de duodecime. Het systeem verdeelt daarmee het totale interval van één toonladder over anderhalf octaaf.